# 쓰촨 항공 8633편
2018년 5월 14일, 쓰촨 항공 8633편(중국어: 四川航空8633号)은 순항 중 아크 방전에 의해 오른쪽 유리창이 깨지는 사고가 일어났다. 기종은 에어버스 A319-133였다. 이 사고는 영화로도 제작되었다. 제목은 캡틴 파일럿이다. 이사고는 1990년 영국항공 5390편과 비슷하다.

## 같이 보기
- 영국항공 5390편 사고